# 旭町 (八王子市)
旭町（あさひちょう）は、東京都八王子市の地名。丁番を持たない単独町名である。住居表示は実施済み。郵便番号は192-0083（八王子郵便局管区）。

## 地理
八王子市の地理的中央部に位置し、八王子駅やバスターミナルが置かれ市内交通の中心部にあたる。八王子駅北口から東北方面に歩行者専用道路の放射線通り（東放射線アイロード・西北方面に西放射線ユーロード）が延びている。東は明神町、西は寺町、南は子安町、北は東町に接している。

## 歴史
1912年（大正元年）に町名変更され成立した。

### 沿革
- 1912年（大正元年）10月1日 - 町名変更により、子安町・元子安町(それぞれ江戸期の子安宿・子安村)などの一部から成立。
- 1917年（大正6年）9月1日 - 市制施行、八王子市旭町になる。
- 1931年（昭和6年） - 八高線八王子―東飯能間開通
- 1959年（昭和34年） - 土地区画整理事業開始。放射線通りができる。
- 1968年（昭和43年） - 住居表示実施。（旧）1～37番地を（新）1～15番地に変更。旧と新では所在地が全く異なる。[5]
- 1983年（昭和58年） - 八王子駅ビル完成。
- 1997年（平成9年） - 八王子駅北口地区市街地再開発事業によって八王子東急スクエア・市営旭町駐車場・マルベリーブリッジの新設が行われる。
- 2014年 (平成26年) - マルベリーブリッジが東放射線通りアイロードへ延伸した。
- 2020年 (令和2年) 4月5日 - マルベリーブリッジが西放射線通り商店街(ユーロード)へ延伸し開通した。

### 治安・風紀の維持
2012年、東京都は旭町を都迷惑防止条例に基づき、客引きやスカウトのみならず、それらを行うために待機する行為なども禁止する区域に指定した。
さらに2019年には同じく旭町を暴力団排除条例に基づき、暴力団排除特別強化地域に指定。地域内では暴力団と飲食店等との間で、みかじめ料のやりとりや便宜供与などが禁止され、違反者は支払った側であっても懲役1年以下または罰金50万円以下の罰則が科される。

## 世帯数と人口
2017年（平成29年）12月31日現在の世帯数と人口は以下の通りである。
| 町丁 | 世帯数  | 人口  |
| ---- | ------- | ----- |
| 旭町 | 243世帯 | 469人 |

## 小・中学校の学区
市立小・中学校に通う場合、学区は以下の通りとなる。
| 番地                                | 小学校               | 中学校               | 通学許可校                                                                         |
| ----------------------------------- | -------------------- | -------------------- | ---------------------------------------------------------------------------------- |
| 4番25号（ファミールスクエア八王子） | 八王子市立第四小学校 | 八王子市立第三中学校 | 八王子市立第三小学校 八王子市立第五中学校 八王子市立第六中学校（第三小卒業の場合） |
| その他                              | 八王子市立第四小学校 | 八王子市立第三中学校 | 八王子市立第五中学校                                                               |

## 交通

### 鉄道
- 東日本旅客鉄道（JR東日本） 日本貨物鉄道（JR貨物）

中央線・八高線・横浜線：八王子駅

### 道路・橋梁
- ペデストリアンデッキ - マルベリーブリッジ
- 東放射線アイロード
- 西放射線ユーロード
- 桑並木通
- 野猿街道

## 施設
行政
- 八王子市保健所

郵便局
- 八王子駅前郵便局

金融機関
- 三井住友銀行八王子支店
- 三菱UFJ銀行八王子支店
- 三菱UFJローンビジネス八王子営業所
- 三井住友信託銀行八王子支店
- 大和証券八王子支店

病院
- 多摩相互病院
- 豊泉病院
- 横関病院

商業
- 八王子オクトーレ
  - テナントについては八王子オクトーレ#テナントを参照
- セレオ八王子北館（旧・八王子ナウ）
- 京王プラザホテル八王子
- 千代田ホテル
- くまざわ書店八王子店
  - コミックランドビーワン八王子店
- CELEO八王子南館
  - ビックカメラJR八王子駅店

企業
- ジェイコム八王子
- 株式会社田中建設